# Werner Schuder
Werner Schuder (* 25. Februar 1917 in Berlin; † 20. Oktober 2006) war ein deutscher Herausgeber.

## Leben
Schuder absolvierte eine Ausbildung im Buchhandel und im Bibliothekswesen. Nach seinem Studium arbeitete er zunächst als Bibliothekar in der Universitätsbibliothek und wurde Dozent an der Bibliotheksschule der Staatsbibliothek zu Berlin. Am 15. April 1954 trat er in den Verlag Walter de Gruyter ein, wo er zuständig für die Gebiete Mathematik, Wirtschafts- und Sozialwissenschaften zuständig war. Er betreute unter anderem die Sammlung Göschen und unterrichtete als nebenamtlicher Lehrbeauftragter an der FU Berlin und an der Hochschule der Künste Berlin für Bibliothekswesen und Informationswissenschaft. Er wirkte zudem bis zum 31. Mai 1986 als Redakteur, Verlagsdirektor und Herausgeber für den Verlag. Bekannt ist er unter anderem für die Herausgabe der Werke Kürschners-Gelehrten- und Kürschners Literaturkalender. Schuder war Mitglied der Theodor Fontane Gesellschaft und im Berliner Bibliophilen Abend.

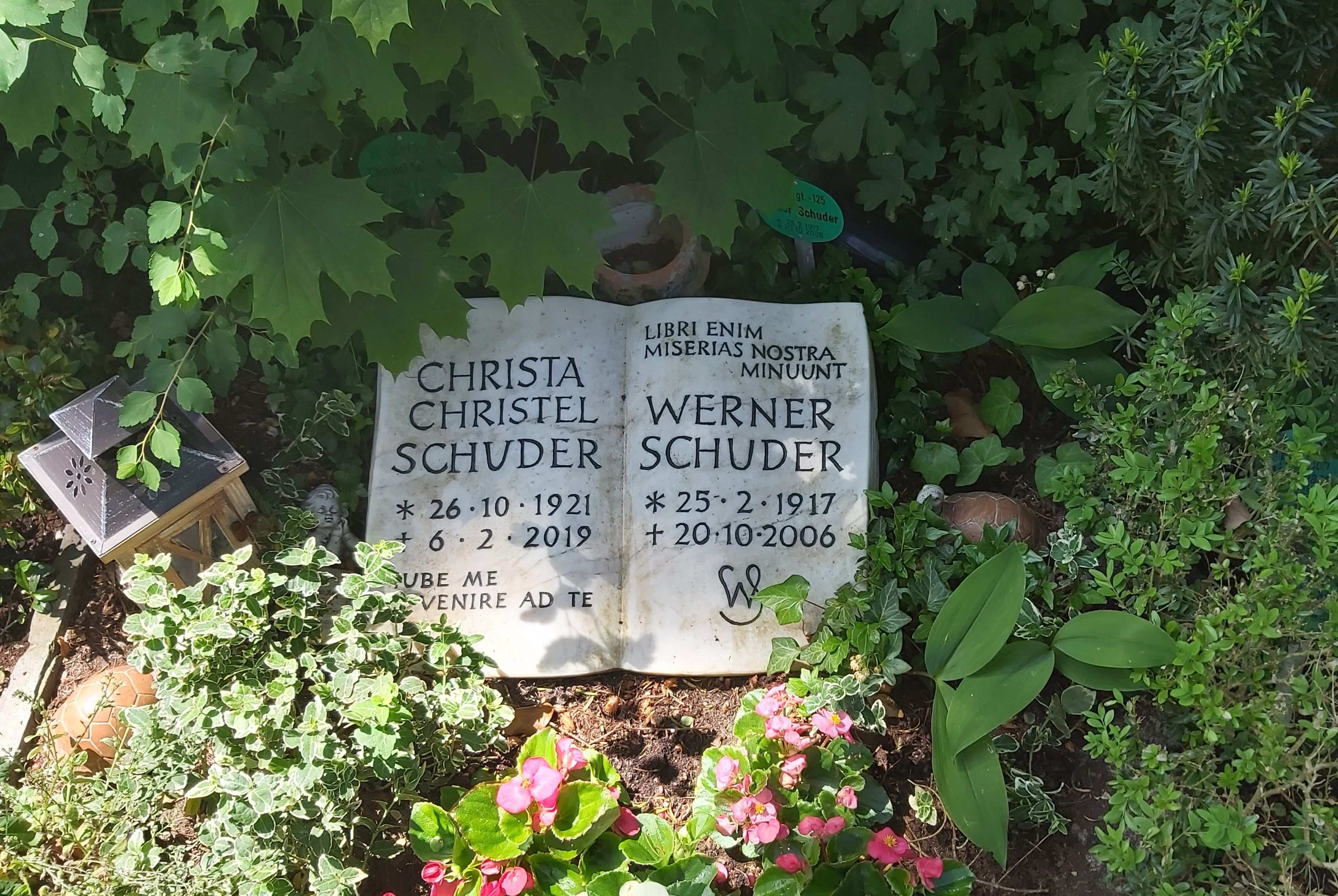
Grabstelle auf dem Parkfriedhof Lichterfelde

## Schriften (Auswahl)
- als Herausgeber mit Wolfgang Milde: De captu lectoris. Wirkungen des Buches im 15. und 16. Jahrhundert. Dargestellt an ausgewählten Handschriften und Drucken. Berlin 1988, ISBN 3-11-009989-6.
- mit Herma Stamm: Bibliophilia activa. Publikationen, Gaben, Drucke vom und für den Berliner Bibliophilen-Abend 1905–1994. Festgabe 1995 aus Anlass seines neunzigjährigen Bestehens. Berlin 1995, ISBN 3-9801998-6-X.
- Der Ackermann aus Böhmen. Eine literatur- und buchhistorische Betrachtung. Vortrag, gehalten auf der Veranstaltung des Berliner Bibliophilen-Abends am 18. November 1996. Berlin 1997, ISBN 3-9805622-0-4.
- De Litteris et Libris. Betrachtungen und Reflexionen aus fünf Jahrzehnten. Berlin 2004, ISBN 3-00-013865-X.

## Belege
1. ↑  Wolfgang Milde, Werner Schuder (Hrsg.): De captu lectoris: Wirkungen des Buches im 15. und 16. Jahrhundert, dargestellt an ausgewählten Handschriften und Drucken. Walter de Gruyter, Berlin / Boston 2015, ISBN 978-3-11-084616-4, S. 313 (books.google.de – Erstausgabe:  1988, Reprint 2015, Leseprobe).
2. ↑  Werner Schuder (1917–2006). Nachrufe von Wolfgang Kaiser und Klaus G. Saur auf pirckheimer.org.

| Personendaten    | Personendaten         |
| ---------------- | --------------------- |
| NAME             | Schuder, Werner       |
| KURZBESCHREIBUNG | deutscher Herausgeber |
| GEBURTSDATUM     | 25. Februar 1917      |
| GEBURTSORT       | Berlin                |
| STERBEDATUM      | 20. Oktober 2006      |